# Голубков, Дмитрий Николаевич
Дми́трий Никола́евич Голубко́в (19 мая 1930, Москва — 4 ноября 1972, Абрамцево) — русский советский прозаик и поэт, переводчик, художник.

## Биография
Родился в семье прораба Николая Дмитриевича Голубкова.
В 1945 году поступил в Московскую среднюю художественную школу. В 1948 году поступил на журналистский факультет Московского государственного университета. Был корреспондентом сельскохозяйственного отдела газеты «Московский комсомолец». В 1955 году стал редактором отдела национальных литератур «Государственного издательства художественной литературы», в 1957 году — старшим редактором издательства «Советский писатель».
В 1961 году стал членом Союза писателей СССР. В 1967 году уволился и стал заниматься исключительно литературной деятельностью.
В 1972 году совершил самоубийство — застрелился из ружья на своей даче в Абрамцево. Похоронен на Ваганьковском кладбище в Москве. В 1990-х годах его могила была утеряна.

### Личная жизнь
Был в разводе. Дочь — Марина Дмитриевна Голубкова, филолог. Муж дочери — Владимир Грачёв. Внук — Владимир Владимирович Грачёв.
Был другом Е. А. Евтушенко, Ю. П. Казакова, В. Н. Леоновича, В. В. Кожинова.

## Творчество
Является автором шести поэтических и восьми прозаических сборников — в том числе нескольких исторических повестей (о А. И. Полежаеве, М. Ю. Лермонтове, М. С. Сарьяне) и одного романа (о Е. А. Боратынском), рассказов о 1940–1960-х годах, рассказов о деятелях искусства, о любви. В его творчестве встречаются польские и итальянские мотивы, так как бабка Голубкова была полькой, а дед — итальянцем.
Переводил стихотворения Р. Тагора, Н. Грига, Я. Краля, Н. Хикмета, В. Пшавелы, Г. В. Табидзе, П. Р. Севака, С. Б. Капутикян, И. И. Иоаннисяна, А. Б Граши, И. А. Когонии, Г. Н. Леонидзе, К. Ш. Кулиева и многих других, которые были опубликованы совокупно в 44 сборниках и альманахах.
После смерти Голубкова почти не издавали, и многие его тексты остались неопубликованными — стихотворения, рассказы, повести, записные книжки, в том числе из путешествий на Белое море, в Бурятию и Армению.
«В Дмитрии Голубкове больше, нежели в ком-либо из его окружения, казалось, были налицо все элементы гения: талант, ясный ум, простодушие, безыскусность, сосредоточенность, уважение к авторитетам, равнодушие к лёгкой славе, душевное трудолюбие и, наконец, главное, без чего ни при каких условиях не может состояться русский писатель, — врождённая совестливость, мучительным заложником которой он, в сущности, и оказался», — писал литературный критик П. В. Басинский.

## Память
В 1977 году был опубликован рассказ Ю. П. Казакова «Во сне ты горько плакал...», посвящённый смерти Голубкова.
В 1990 году Союз писателей СССР создал комиссию по литературному наследию Голубкова. Её председателем был В. Н. Леонович, секретарём — М. Д. Голубкова, членами — В. П. Бурич, Ю. П. Вронский, А. В. Жигулин, Т. А. Жирмунская, Н. М. Злотников, Ф. А. Искандер, Л. А. Латынин, А. В. Преловский, В. С. Савельев, С. Л. Северцев, В. С. Фогельсон.
В 2013 году М. Д. Голубкова за свой счёт издала книгу «Это было совсем не в Италии…», состоящую из дневниковых записей, а также избранных поэтических и прозаических произведений писателя. В 2020 году, к 90-летию со дня рождения писателя, М. Д. Голубкова за свой счёт издала вторую книгу — «Недуг бытия», состоящую из одноимённого романа, а также стихотворения и эссе о писателях-юбилярах 2020 года — Е. А. Боратынском, А. А. Фете и И. А. Бунине.

### Романы
- Голубков Д. Н. Милеля / илл. М. С. Чуракова. — Москва: Советский писатель, 1969. — 286 с.
- Голубков Д. Н. Недуг бытия. — Архангельск: Север, 1973.
- Голубков Д. Н. Недуг бытия / илл. М. К. Чуракова. — Москва: Советский писатель, 1974. — 399 с.
- Голубков Д. Н. Недуг бытия / илл. М. К. Чуракова. — Москва: Советский писатель, 1981. — 384 с.
- Голубков Д. Н. Недуг бытия. Роман, повесть, рассказ / сост. М. Д. Голубкова. — Москва: Советский писатель, 1987.
- Голубков Д. Н. Недуг бытия / сост. М. Д. Голубкова, В. В. Грачёв. — Москва: Маска, 2020. — 527 с. — 400 экз. — ISBN 978-5-6045102-7-8.
- Голубков Д. Н. Восторги // Дружба народов. — 1993. — № 3.

### Сборники повестей и рассказов
- Голубков Д. Н. Отцовский табак / илл. Б. Косульников. — Москва: Молодая гвардия, 1966. — 351 с. — (Молодые писатели).
- Голубков Д. Н. Мальчишке было скучно / илл. В. Штаркин. — Москва: Детская литература, 1968. — 111 с.
- Голубков Д. Н. Доброе солнце. — Москва: Детская литература, 1970. — 134 с.
- Голубков Д. Н. Когда вернусь / илл. С. Соколов. — Москва: Молодая гвардия, 1971. — 367 с.
- Голубков Д. Н. Белый свет. — Москва: Советская Россия, 1972. — 88 с.

### Сборники стихотворений
- Голубков Д. Н. Влюблённость. — Москва: Молодая гвардия, 1960.
- Голубков Д. Н. Свидание. — Москва: Советский писатель, 1962. — 135 с.
- Голубков Д. Н. Зов. — Москва: Молодая гвардия, 1964. — 144 с.
- Голубков Д. Н. Твердь. — Москва: Советский писатель, 1966. — 126 с.
- Голубков Д. Н. Светает... — Москва: Советская Россия, 1968. — 93 с.
- Голубков Д. Н. Человек, как звезда, рождается / илл. Ю. Иванов. — Москва: Молодая гвардия, 1968. — 175 с. — (Ровесник).
- Голубков Д. Н. Окрестность / илл. В. Дувидов. — Москва: Советский писатель, 1971. — 127 с.
- Голубков Д. Н. День поэзии. — Москва: Советский писатель, 1973.
- Голубков Д. Н. Судьба / илл. Г. Саленков. — Москва: Современник, 1986. — 139 с.
- Голубков Д. Н. Живописец радости // Поэты и писатели Хотькова / ред. И. Рыбаков. — Хотьково; Сергиев Посад: Цветографика, 2015. — 288 с.

### Дневники, эссе
- Голубков Д. Н. Это было совсем не в Италии... / сост. М. Д. Голубкова. — Москва: Маска, 2013. — 663 с. — ISBN 978-5-91146-771-5.
- Голубков Д. Н. Недуг бытия / сост. М. Д. Голубкова, В. В. Грачёв. — Москва: Маска, 2020. — 527 с. — 400 экз. — ISBN 978-5-6045102-7-8.

### Комментарии
1. ↑  Родился в Москве. Окончил Александровское военное училище. Был участником Первой мировой войны, солдатом Экспедиционного корпуса Русской армии во Франции и Греции. Кавалер Георгиевского креста, французского Военного креста, сербского креста «В память войны, освобождения и объединения 1914–1918 годов». Был участников Великой Отечественной войны.